# Bamba Drissa
Bamba Assmanou Drissa (Abidjan, 20 agosto 1984) è un ex calciatore ivoriano, di ruolo centrocampista.

## Carriera
Ha giocato nella massima serie dei campionati tunisino ed egiziano.